# Sternwarte Hradec Králové
Koordinaten: 50° 10′ 38″ N, 15° 50′ 21″ O

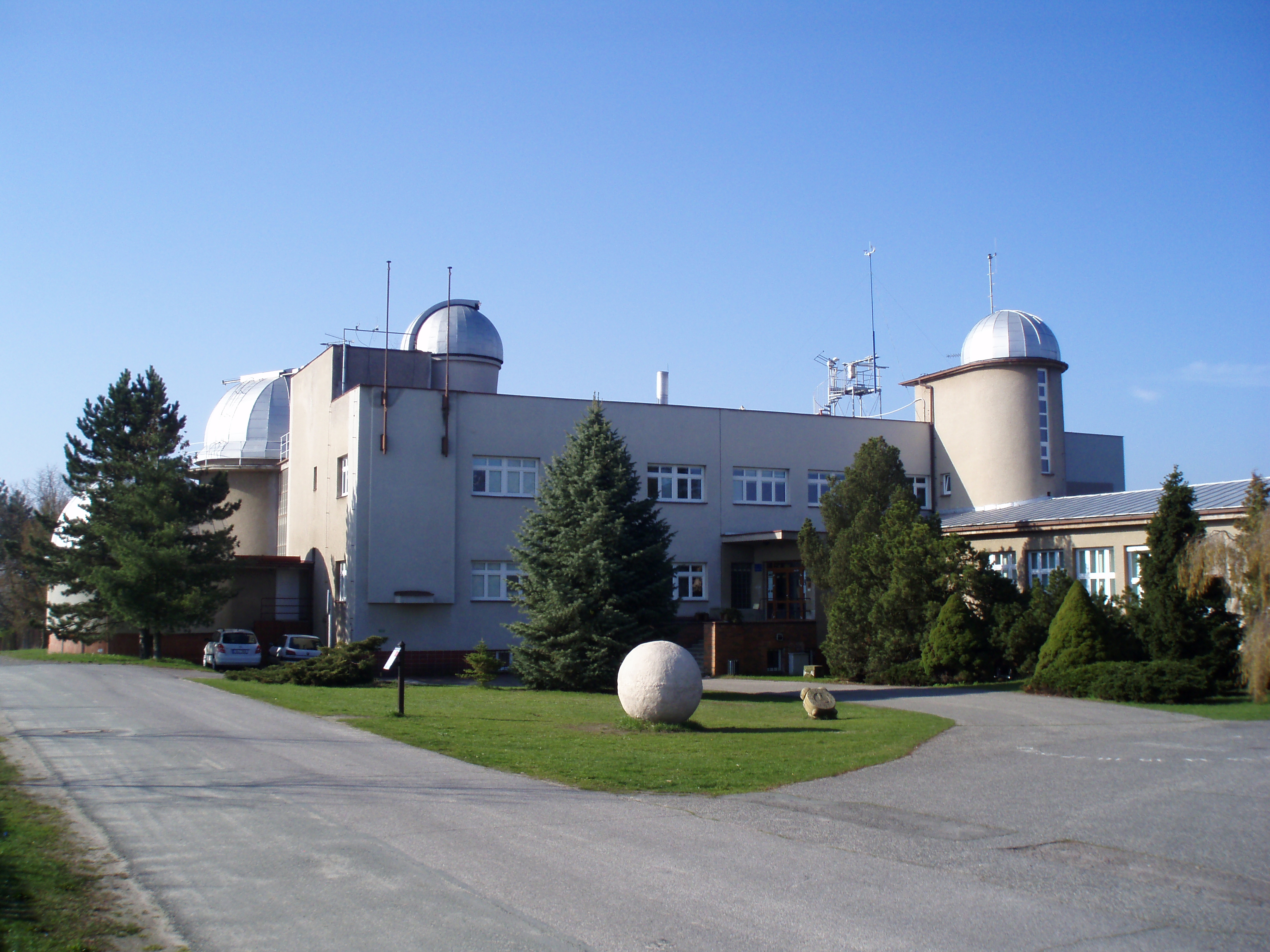
Sternwarte

Die Hvězdárna Hradec Králové (deutsch Sternwarte Hradec Králové) ist eine Sternwarte und Planetarium in Hradec Králové in Tschechien. In dem Gebäude befinden sich zudem das Institut für Atmosphärenphysik sowie das tschechische Hydrometeorologische Institut. Das Gebäude wurde 1961 errichtet und liegt im Ortsteil Třebeš am Südrand von Hradec Králové.
Die größten Teleskope sind eine 42-cm-Schmidtkamera und ein 40-cm-Newton-Teleskop sowie ein 20-cm-Refraktor. Ein Planetenweg führt nach Kluky.